# Assemblea d'Irlanda del Nord
L'Assemblea d'Irlanda del Nord, freqüentment anomenada amb el metònim de Stormont (i incorrectament Castell de Stormont), és la cambra legislativa del govern autònom d'Irlanda del Nord.
Té el poder de legislar en un ampli espectre d'àrees que no estan reservades explícitament al Parlament del Regne Unit i de triar l'Executiu d'Irlanda del Nord. La seua seu està en els edificis del parlament de Stormont a Belfast. L'assemblea va estar en suspensió fins al mes de juny de 2020 arran del bloqueig de 2017 pels desacords en lideratge compartit obligatori per l'escàndol de la iniciativa de la calefacció renovable. El mes de gener de 2020, els governs britànics i irlandés acordaren restaurar el govern autònom a Irlanda del Nord.
L'Assemblea és un organisme unicameral, compost per 90 membres triats democràticament. Els membres són triats sota el sistema de representació proporcional del vot únic transferible. L'Assemblea tria la majoria de l'Executiu d'Irlanda del Nord utilitzant el principi de poder compartit sota el mètode de D'Hondt per assegurar que els blocs presents a Irlanda del Nord, unionistes i nacionalistes irlandesos, participen en el govern de la regió. El reglament de l'Assemblea obliga a majories transversals en certes mocions polèmiques, és a dir, que no només cal una majoria relativa o absoluta de tot el parlament, sinó que cal que hi haja un suport majoritari dintre de cada bloc.
L'Assemblea és una de les dues institucions «mútuament interdependents» creades sota l'Acord del Divendres Sant, l'altra és el Consell Ministerial Nord/Sud amb la República d'Irlanda. L'acord volia posar fi a la violència del conflicte nord-irlandés. Les primeres eleccions a l'Assemblea es van celebrar el mes de juny de 1998.

## Història

### Parlaments anteriors
Des del 7 de juny de 1921 fins al 30 de març de 1972, el parlament autònom d'Irlanda del Nord era el Parlament d'Irlanda del Nord, que sempre tingué una majoria del Partit Unionista d'Ulster i un govern d'aquest partit. El Parlament va ser suspés el 30 de març de 1972 i abolit l'any 1973 sota la llei constitucional d'Irlanda del Nord de 1973.
Poc després d'aquesta abolició, es va intentar restaurar l'autonomia en unes noves bases que intentaven implantar un poder compartit entre els nacionalistes irlandesos i els unionistes. En aquest sentit, es a crear l'Assemblea d'Irlanda del Nord. Tanmateix, aquest organisme va ser derrocat per la vaga de general convocada pel Consell de Treballadors d'Ulster, i va ser abolida l'any 1874. En 1982 es va establir una altra Assemblea d'Irlanda del Nord a Stormont, inicialment com un organisme per analitzar i controlar les accions del Secretari d'Estat, el ministre britànic amb responsabilitat sobre Irlanda del Nord. Rebé poc de suport dels nacionalistes irlandesos i va ser dissolta oficialment l'any 1986.

### Establiment i suspensions
L'Acta d'Irlanda del Nord de 1998 va establir formalment l'Assemblea, d'acord amb l'Acord de Divendres Sant (o de Belfast). La primera elecció va ser el 25 de juny de 1998 i es va reunir per primera vegada l'1 de juliol de 1998. Tanmateix, va existir en «l'ombra» fins al 2 de desembre de 1999 quan es van transferir tots els poders. Des d'aleshores, l'Assemblea ha operat de manera intermitent i ha sigut suspesa en 5 ocasions:
- 11 de febrer – 30 de maig de 2000
- 10 d'agost de 2001 (suspensió de 24 hores)
- 22 de setembre de 2001 (suspensió de 24 hores)
- 14 d'octubre de 2002 – 7 de maig de 2007
- 9 de gener de 2017 - 11 de gener de 2020

Els intents d'assegurar un treball continu s'han vist frustrats pels desacords entre els dos partits unionistes principals (Partit Unionista Democràtic i Partit Unionista d'Ulster) i Sinn Féin, el partit nacionalista principal. Els unionistes rebutjaven participar en l'Acord de Divendres Sant amb Sinn Féin fins que tingueren assegurat que IRA havia suspès la seua activitat, havia desmantellat els seus arsenals i s'havia dissolt.
La suspensió entre l'any 2002 i 2007 va ocórrer quan els unionistes es retiraren de l'Executiu d'Irlanda del Nord després que les oficines de Sinn Féin foren registrades per la policia, que estaven investigant al·legacions d'intel·ligència sobre l'IRA fetes pels empleats de suport del partit. L'Assemblea, ja suspesa, es va dissoldre el 28 d'abril de 2003 com estava programat, però les eleccions que s'anaven a celebrar el següent mes es van posposar fins a novembre pel govern del Regne Unit.

### "L'Assemblea" i "L'Assemblea transicional"

#### L'Assemblea establida sota l'Acta d'Irlanda del Nord de 2006.
Encara que l'Assemblea va romandre suspesa entre 2002 i 2007, els membres electes en les eleccions de 2003 van ser cridats el 15 de maig a participar en «l'Assemblea» (completament: «l'Assemblea establida sota l'Acta d'Irlanda del Nord de 2006") amb l'objectiu de triar un primer ministre i un viceprimer ministre i els membres d'un executiu abans del 25 de novembre de 2006 com a preliminar a la restauració del govern autònom.
Les converses entre els diferents partits dutes a terme entre l'11 i el 13 d'octubre de 2006 desembocaren en l'Acord de Sant Andreu, on Sinn Féin es comprometia a donar suport al Servei Policial d'Irlanda del Nord i on el mecanisme per nomenar el Primer i el viceprimer ministre canviava. Abans del 23 de maig de 2006, Ian Paisley, líder del DUP havia rebutjat la nominació de ser primer ministre junt que el negociador de Sinn Féin, Martin McGuinness, fóra viceprimer ministre. Des del nou acord, aquestes posicions es triaven només entre els partits més grans, mentre que les altres posicions governamentals es votarien pels membres de l'assemblea. L'Acta d'Irlanda del Nord (Acord de Sant Andreu) de 2006 a reemplaçar l'anterior acta i va dissoldre «l'Assemblea».

##### "L'Assemblea transicional"
L'Acord de Sant Andreu va crear una «Assemblea Transicional» (el nom complet era «l'Assemblea Transicional establida sota l'Acta d'Irlanda del Nord (Acord de Sant Andreu) de 2006») perquè participara en les preparacions per a la restauració del govern autònom a Irlanda del Nord. Una persona que era membre de l'Assemblea d'Irlanda del Nord era també membre de l'Assemblea Transicional. Es va reunir per primera vegada el 25 de novembre de 2006, quan el procés es va suspendre per una amenaça de bomba pel lealista paramilitar Michael Stone. Es va dissoldre el 30 de gener de 2007 quan va començar la campanya electoral per la posada en marxa de l'Assemblea d'Irlanda del Nord actual.
El 7 de març de 2007 es van celebrar les eleccions per a la suspesa Assemblea d'Irlanda del Nord. El secretari d'Estat, Peter Hain, va signar l'ordre de restauració el 25 de març de 2007 permetent la tornada de l'autonomia a la mitjanit del següent dia. El DUP i Sinn Féin consolidaren les seues posicions com els dos partits més grans a l'elecció i acordaren a entrar en un govern de coalició amb poder compartit junts. El dia 10 de maig es va establir l'administració amb Ian Paisley com a primer ministre i Martin McGuinnes com a  viceprimer ministre.

### Deu anys de poder compartit i tres anys de bloqueig
La tercera Assemblea va ser la primera a completar una legislatura completa, i el 12 d'abril de 2010 va rebre els poders sobre justícia i policia de Westminster. Amb l'elecció de la quarta Assemblea en les eleccions de 2011, es va implantar el mandat de 5 anys. Els membres triaren a Peter Robinson del DUP com a primer ministre i Martin McGuinness com a viceprimer ministre. El període posterior va estar dominat per qüestions sobre la cultura i com gestionar el passat que va culminar en l'Acord de la Cambra de Stormont de 2014. La posició d'oposició oficial va ser ocupada per l'UUP en els mesos finals del quart mandat. Després de les eleccions de la cinquena Assemblea de 2016, només el DUP i Sinn Féin entraren en el quart Executiu, amb Arlene Foster com primera ministra i Martin McGuinnes com a viceprimer ministre.
Amb l'explosió de l'escàndol sobre els incentius a la calefacció renovable, McGuinness va dimitir de la seua posició al govern, posant fi a quasi una dècada de devolució sense interrupcions. Sinn Féin va abandonar de l'Assemblea i es van celebrar noves eleccions el 2 de març. Les negociacions mediades pel secretari d'Estat Jame Brokenshire durant les tres setmanes previstes en la llei per a la formació de l'Executiu van fracassar. Llavors, s'aprovà l'extensió del termini legal al 29 de juny va situar la decisió sobre l'assignació de finançament en el Servei Civil d'Irlanda del Nord, i el projecte de pressupostos per l'any financer de 2017 i 2018 va començar la tramitació en el parlament britànic el 13 de novembre. Amb el pas del temps, Westminster va aprovar més legislació, estenent repetidament el termini de la formació de l'Executiu. L'any 2019, la Cambra dels Comuns va esmenar una llei per legalitzar el matrimoni igualitari i liberalitzar l'avortament a Irlanda del Nord al mateix nivell que a la resta de Bretanya i Irlanda. Sota el tercer secretari d'Estat, les converses entre els partits tingueren èxit i la sisena Assemblea a tornar l'11 de gener de 2020, poc després de l'eixida del Regne Unit de la Unió Europea.
El mes de febrer de 2021, parlamentaris del DUP amenaçaren en fer caure l'Assemblea i forçar unes eleccions en protesta de l'acord del Brexit de Boris Johnson, que arran de la posada en marca de l'article 16 per part de la UE va posar una frontera en la Mar d'Irlanda entre el Regne Unit i Irlanda del Nord.

## Poders i funcions
L'Assemblea té poders legislatius i la responsabilitat de triar l'Executiu d'Irlanda del Nord. El primer i  viceprimer ministre es triaven inicialment en un vot transversal de les diferents faccions, encara que aquest fet va canviar el 2006 i ara es trien entre el primer i el segon partit del primer i segon bloc parlamentari («unionista», «nacionalista» i «altres»). El ministre de Justícia es tria a partir d'un acord transversal, i les 7 posicions ministerials que queden es distribueixen pels partits en proporció als escons que ocupen en l'assemblea mitjançant el mètode D'Hondt.
Aquesta cambra legislativa té autoritat per legislar en un grup de competències conegut com a «matèries transferides». Aquestes qüestions no estan transferides explícitament per l'acta de 1998 d'Irlanda del Nord, sinó que inclouen tota competència que no està explícitament reservada pel Parlament de Westminster. Així mateix, les matèries reservades per Westminster estan dividides en «matèries excloses», que manté de manera indefinida, i «matèries reservades», que cap la possibilitat que siguen transferides a l'Assemblea d'Irlanda del nord en un futur.
Mentre l'òrgan estava suspés, els seus poder legislatius s'exercien pel govern del Regne Unit, que governa mitjançant els processos de Westminster.
Qualsevol llei aprovada per l'assemblea pot ser tirada enrere pel poder judicial si excedeix les competències transferides, viola la Convenció Europea de Drets Humans o discrimina contra individus per les opinions polítiques o creences religioses.

### Competències transferides
Literalment, una competència transferida està definida com a «qualsevol matèria que no està exclosa ni reservada». Llavors, no hi ha una llista de les matèries transferides, però s'han agrupat en les responsabilitats dels diferents ministeris del govern nord-irlandés:
- Agricultura, Medi Ambient i Afers Rurals.
- Cultura, Treball, Habitatge i Govern Local.
- Economia.
- Educació.
- Finances.
- Salut.
- Infraestructures
- Justícia.

### Matèries reservades
Les matèries reservades estan assenyalades en l'apèndix 3 de l'Acta del 1998 d'Irlanda del Nord.
- Navegació.
- Aviació Civil
- Zones costeres, fons marí i el subsòl.
- Serveis postals.
- Controls del comerç internacional.
- Salari mínim.
- Serveis financers.
- Mercats Financer.
- Propietat intel·lectual
- Unitats de mesura.
- Telecomunicacions i servei d'internet.
- Loteria nacional
- Transplantament.
- Subrogació.
- Fertilització humana i embriologia.
- Genèritca humana.
- Seguretat del consumidor.

### Matèries excloses
Aquest grup de competències estan en l'apèndix 2 de l'Acta de 1998 d'Irlanda del Nord:
- La Corona.
- Parlament
- Relacions Internacionals.
- Defensa
- Immigració i nacionalitat.
- Impostos.
- Seguretat Social.
- Eleccions.
- Moneda
- Seguretat Nacional.
- Energia Nuclear.
- Espai Exterior.
- Activitats a l'Antàrctica.

## Procediment
L'Assemblea té tres mecanismes primaris per assegurar l'exercici efectiu del poder compartit:
- A l'hora de nomenar els ministres (a excepció del ministre de Justícia), se segueix el mètode D'Hondt de manera que les carteres ministerials es divideixen entre els partits en proporció a la seua força en el parlament.[27] Aquest fet significa que tots els partits amb un nombre significant d'escons estan facultats per tindre, almenys, un ministre.
- Certes resolucions han de rebre un «suport transversal», o el suport, almenys, d'un nombre mínim de parlamentaris d'ambdues comunitats, per poder ser aprovades per l'Assemblea. Tot membre està designat com a nacionalista, unionista o altre. L'Elecció del president de la cambra,[28] el ministre de justícia, qualsevol canvi en les ordres permanents[29] i l'adopció de certes lleis financeres han de tindre un suport transversal.Certes resolucions han de rebre un «suport transversal», o el suport, almenys, d'un nombre mínim de parlamentaris d'ambdues comunitats, per poder ser aprovades per l'Assemblea. Tot membre està designat com a nacionalista, unionista o altre. L'Elecció del president de la cambra, el ministre de justícia, qualsevol canvi en les ordres permanents i l'adopció de certes lleis financeres han de tindre un suport transversal.
- Qualsevol vot dut a terme a la cambra es pot fer depenent d'una aprovació transversal si es presenta un recurs d'inquietud a la presidència de l'assemblea. Aquesta petició es pot demanar per 30 o més membres.[30] En aquestes situacions, el vot sobre la legislació proposada es passarà només si rep el suport per una majoria reforçada del 60% del parlament i amb un suport del 40% en cada subgrup (unionista i nacionalista). Efectivament, aquest recurs pot servir perquè un subgrup decidisca vetar alguna decisió de l'Assemblea. L'objectiu és protegir a cada comunitat de possibles agressions o mesures legislatives que pogueren afectar-los negativament en contraposició a l'altra comunitat.

## Composició
La composició de l'Assemblea està regulada per l'Acta d'Irlanda del Nord de 1998. Inicialment tenia 108 membres triats en 18 circumscripcions de 6 escons. Sota l'Acta (Irlanda del Nord) dels Membres de l'Assemblea (Reducció del seu nombre) de 2016, el nombre de parlamentaris per circumscripció es va reduir de 6 a 5, deixant un total de 90 escons. Aquesta reducció es va aplicar per primera vegada en les eleccions de 2017. Les circumscripcions utilitzades són les mateixes que les del Parlament del Regne Unit.
Encara que l'Acta d'Irlanda del Nord de 1998 diu que les legislatures són de quatre anys, l'aprovació l'Acta d'Irlanda del Nord (Provisions Diverses) de 2014 va significar l'alineament del territori amb altres parlaments autònoms amb l'extensió dels anys de legislatura a 5. L'Assemblea pot votar una dissolució avançada de la cambra amb una supermajoria de dos terços, així com es dissol automàticament si és incapaç de triar el primer ministre i el viceprimer ministre.
Cada membre de l'assemblea és lliure de posicionar-se com «nacionalista», «unionista» o «altres», i l'únic requeriment és que el membre no canvie aquesta posició més d'una vegada durant una sessió de l'Assemblea. El sistema ha sigut criticat per alguns, particularment el transversal Partit de l'Aliança, que diu que el sistema reforça les divisions. També defensa el fi de les designacions oficials d'identitat i que els vots importants es prenguen d'acord amb una supermajoria ordinària, una demanda també feta per DUP.

Proporció d'escons a cada elecció obingut per unionistes (unionist), nacionalistes (nationalist) i altres (others)

### Resultats electorals i canvis
L'Assemblea va canviar de curs amb els canvis de partits que hi va haver l'any 2003. En aquestes eleccions, el DUP i Sinn Féin van desplaçar als més moderats UUP i SDLP, respectivament, com els partits principals de cada comunitat. Els dos partits acordaren compartir poder després de quatre anys de negociacions i unes noves eleccions.
El DUP, Sinn Féin, SDLP i UUP s'han mantingut com els principals partits i els únics elegibles per ocupar una posició ministerial amb certa continuïtat. Tanmateix, hi ha hagut un suport creixent pel grup dels «Altres». El centrista Partit de l'Aliança ha aconseguit rols importants com el de la presidència de la Cambra entre 1998 i 2007, i el Ministeri de Justícia entre 2010 i 2016 i a partir del 2020, gràcies a un suport transversal que li ha permés ocupar fins a 8 escons. Altres dos partits d'esquerres, el Partit Verd d'Irlanda del Nord i l'aliança del Poble Abans que els Beneficis, guanyaren escons el 2007 i el 2016, respectivament.
Així mateix, el camp entre els partits unionistes petits s'ha caracteritzat per la gran volatilitat. L'any 1999, el Partit Unionista del Regne Unit va perdre 4 dels seus 5 parlamentaris, en desacord sobre una protesta contra Sinn Féin. Els 4 que s'escindiren formaren el Partit Unionista d'Irlanda del Nord, que també va patir una escissió i en les eleccions de 2003 no va guanyar cap escó. En aquelles eleccions també van veure la desaparició dels tres diputats unionistes independents que havien format la Coalició Unionista Unida. Partits minoritaris van prosperar després de les eleccions de 2011, amb la desaparició del Partit Unionista Progressista i l'entrada de la Veu Unionista Tradicional (TUV), una escissió del DUP que s'oposava a l'acord de Sant Andreu. L'any 2012, un membre suspés del UUP va esdevenir el primer assembleari de l'UKIP, i altres dos membres de UUP van formar partit progressista NI21. Tanmateix, d'aquests partits, només la Veu Unionista Tradicional va sobreviure a les eleccions de 2016 i 2017.
Els desacords dintre de l'Executiu van provocar la dimissió del UUP en 2015, i després de les eleccions de 2016, aquest partit el SDLP van formar la primera Oposició de l'Assemblea. La polèmica també va provocar que el Partit de l'Aliança renunciara a la seua posició en el ministeri de Justícia i passara a formar part de l'oposició no oficial amb els Verds, PBP i TUV.
L'11 de gener de 2020, seguint els resultats de les eleccions de 2017, on el bloc unionista va perdre la seua majoria a l'Assemblea per primera vegada. Els quatre partits habituals guanyaren prou escon per a poder accedir a carteres ministerials sota D'Hondt (DUP tres, Sinn Féin dos, SDLP i UUP u cada u, ja que no van voler ocupar la posició d'oposició oficial).
| Assemblea    | Data       | Escons | Ind Unionistes | Ind. Altres | UUP | SDLP | DUP | SF | AP | PUP | Verds | TUV | PBP | UKUP | NIWC |
| ------------ | ---------- | ------ | -------------- | ----------- | --- | ---- | --- | -- | -- | --- | ----- | --- | --- | ---- | ---- |
| 1a Assemblea | 24-06-1998 | 108    | 3              | 0           | 28  | 24   | 20  | 18 | 6  | 2   | 0     | –   | –   | 5    | 2    |
| 2a Assemblea | 26-11-2003 | 108    | 1              | 0           | 27  | 18   | 30  | 24 | 6  | 1   | 0     | –   | –   | 1    | 0    |
| 3a Assemblea | 07-03-2007 | 108    | 0              | 1           | 18  | 16   | 36  | 28 | 7  | 1   | 1     | –   | –   | 0    | 0    |
| 4a Assemblea | 05-05-2011 | 108    | 1              | 0           | 16  | 14   | 38  | 29 | 8  | 0   | 1     | 1   | 0   | –    | 0    |
| 5a Assemblea | 26-05-2016 | 108    | 1              | 0           | 18  | 12   | 38  | 28 | 8  | 0   | 2     | 1   | 2   | –    | –    |
| 6a Assemblea | 02-03-2017 | 90     | 1              | 0           | 10  | 12   | 28  | 27 | 8  | 0   | 2     | 1   | 1   | –    | –    |